# Laura Thweatt

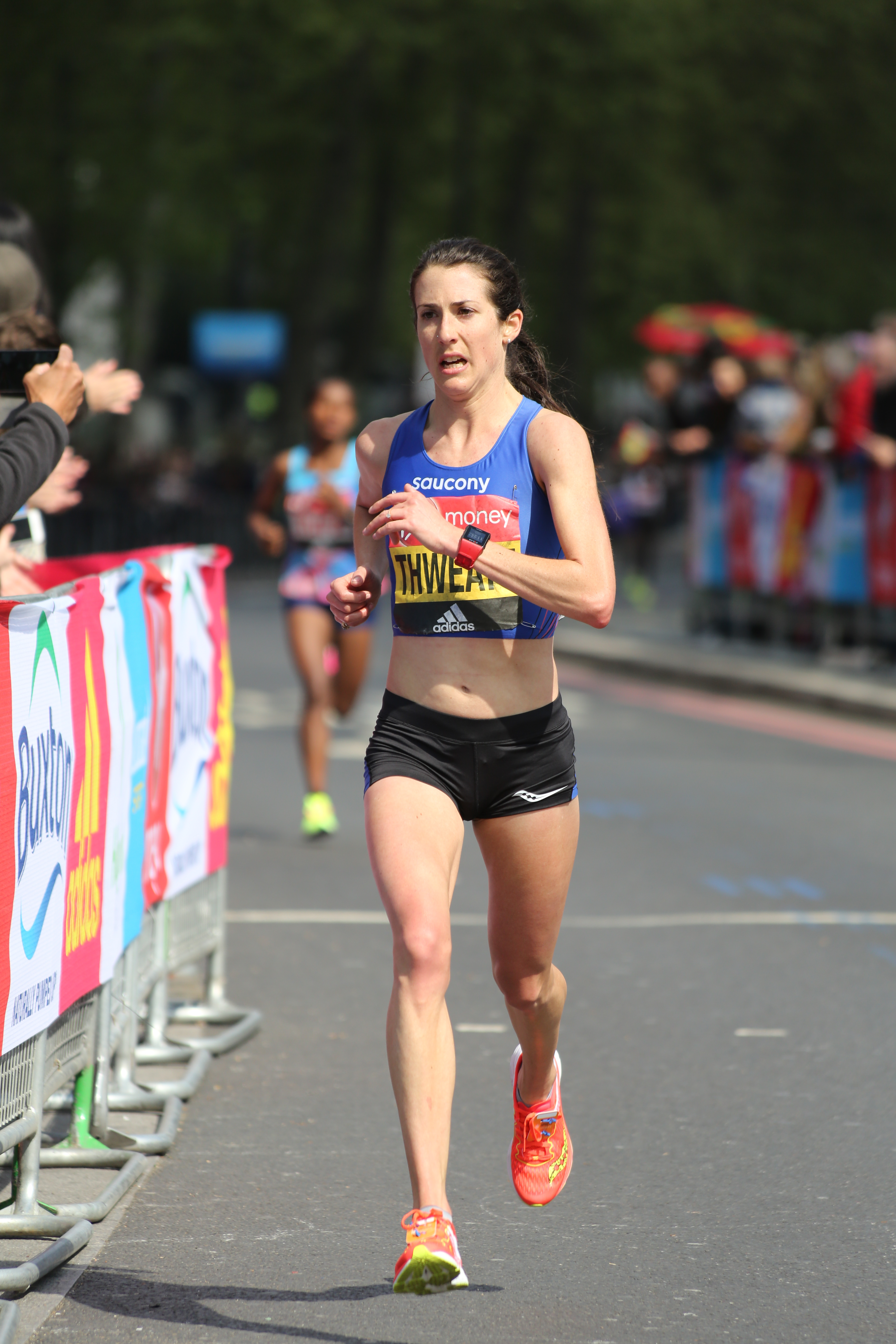
Thweatt beim London-Marathon 2017

Laura Thweatt (* 17. Dezember 1988 in Durango (Colorado)) ist eine US-amerikanische Langstrecken- und Crossläuferin.
Am 21. September 2014 stellte sie beim Halbmarathon in Philadelphia mit 1:11:02 h eine neue persönliche Bestleistung auf.
Am 7. Februar 2015 gewann sie die US-amerikanischen Crossmeisterschaften in Boulder im 8-Kilometer-Lauf nach 27:42 min.
Im März 2015 nahm sie am 8-Kilometer-Lauf bei den Crosslauf-Weltmeisterschaften 2015 teil, wo sie mit 28:49 min den 29. Platz belegte.
Sie gewann am 6. September 2015 den Rock 'n' Roll Virgiania Beach Halbmarathon in 1:12:59 h.
Beim New-York-City-Marathon 2015 erreichte sie Platz 7 nach 2:28:23 h.

## Persönliche Bestzeiten
- 1500 m: 4:10,55 min, 18. April 2014, Walnut
- 5000 m: 15:04,98 min, 4. Mai 2014, Palo Alto
- 10.000 m: 32:15,51 min, 28. April 2013, Palo Alto
- 10-km-Straßenlauf: 32:37 min, 14. Juni 2014, New York City
- Halbmarathon: 1:11:02 h, 21. September 2014, Philadelphia
- Marathon: 2:28:23 h, 1. November 2015, New York City